# サヴェージ・リヴァーレ・ロードヨットGTS
ロードヨットGTS (Roadyacht GTS) は、オランダの自動車メーカーであるサヴェージ・リヴァーレが製造・販売するスーパーカーである。

## 概要
ハードトップのルーフに4ドア・4シーターという、スーパーカーとしては異例のボディ構造を持つ。しかしながら、パフォーマンスはスーパーカーと呼ぶに相応しいものであり、最高出力670Hp・最大トルク730Nm・0 - 100km/h加速3.4秒・最高速度330km/h超という能力を誇る。
タイヤは、TOYO TIRESの物を採用している。
内外装共にカーボン・ファイバーが使用されており、車両重量は僅かに約1.3tに抑えられている。また、内装にはレザー、アルカンターラが用いられている。
2016年、日本の電気自動車メーカーGLMが同社の株式の一部を取得。ロードヨットGTSの電気自動車版であるGLM・G4を発表した。

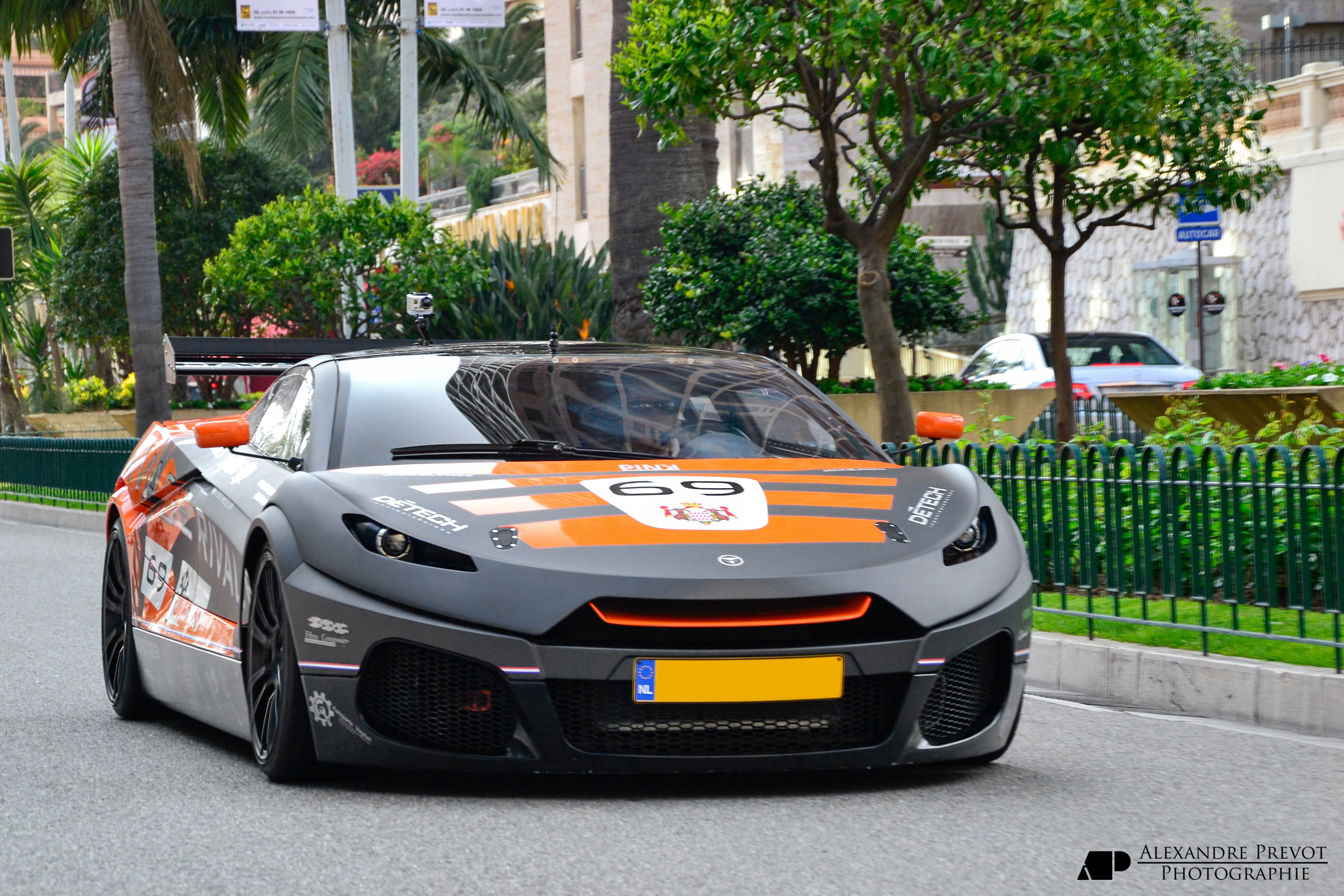
ロードヨットGTR
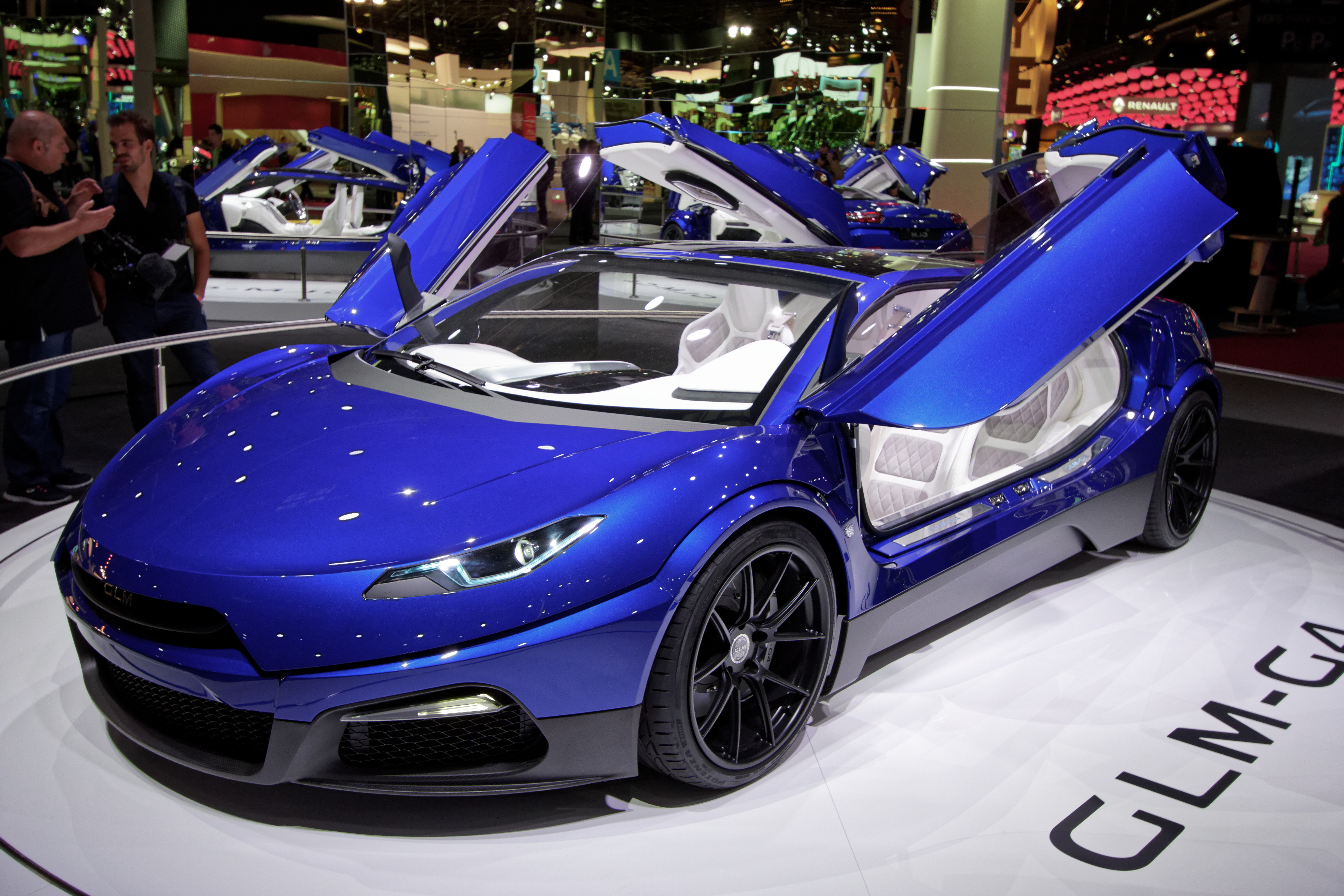
GLM・G4